# Гордон (Пенсилванија)
Гордон (енгл. Gordon) град је у америчкој савезној држави Пенсилванија.

## Демографија
По попису из 2010. године број становника је 763, што је 18 (-2,3%) становника мање него 2000. године.
| Група             | 2000.       | 2010.       |
| Белци             | 769 (98,5%) | 739 (96,9%) |
| Афроамериканци    | 0 (0,0%)    | 4 (0,5%)    |
| Азијати           | 2 (0,3%)    | 0 (0,0%)    |
| Хиспаноамериканци | 4 (0,5%)    | 19 (2,5%)   |
| Укупно            | 781         | 763         |